# Armén Dzhigarjanián
Armén Borísovich Dzhigarjanián (en ruso: Армен Борисович Джигарханян; en armenio: Արմեն Բորիսի Ջիգարխանյան, romanizado: Armen Borisi Jigarkhanyan; Ereván, 3 de octubre de 1935 - Moscú, 14 de noviembre de 2020) fue un actor soviético, armenio y ruso.
Nacido y criado en Ereván, Dzhigarjanián comenzó a actuar en los teatros académicos y rusos de la ciudad, antes de mudarse a Moscú para continuar actuando en el escenario. Desde 1960, apareció en varias películas armenias. Se hizo popular en la década de 1970 con los diversos papeles que interpretó en películas soviéticas como Las nuevas aventuras de los esquivos vengadores (1968), su secuela La corona del imperio ruso, o Una vez más los esquivos vengadores (1971) y El lugar de encuentro no puede, Cambiemos (1979). Después de casi 30 años en el escenario del Teatro Mayakovski, Dzhigarjanián enseñó en VGIK y en 1996 fundó su propio teatro dramático en Moscú.
Dzhigarjanián, uno de los actores de cine y teatro armenios y rusos más conocidos, ha aparecido en más películas que cualquier otro actor ruso con más de 250 apariciones.

## Infancia y juventud
Armén Dzhigarjanián nació en Ereván, República Socialista Soviética de Armenia, Unión Soviética el 3 de octubre de 1935. Su abuelo paterno, un "tamada profesional", provenía de una familia armenia de Tiflis, la capital de Georgia.  Se graduó de una escuela secundaria rusa que lleva el nombre de Antón Chéjov. Entre 1953 y 1954, trabajó como asistente de operador de cámara en el estudio estatal Armenfilm.

## Carrera

### Teatro

#### Actor
En 1955, Dzhigarjanián fue admitido en el Teatro Académico Estatal Sundukián de Ereván. Estudió en la clase del director Armén Gulakián hasta 1958.  A partir de su primer año en el Teatro Sundukián, comenzó a actuar en el Teatro Ruso Stanislavski de Ereván. Permaneció allí durante más de 10 años, hasta 1967.  En el único teatro ruso de Armenia, interpretó alrededor de 30 papeles, sobre todo como Vania Kudriash en Tormenta de Aleksandr Ostrovski, Serguéi en Historia de Irkutsk de Alekséi Arbúzov, Actor en Los bajos fondos de Maksim Gorki. "Desde el comienzo de su carrera escénica, Dzhigarjanián ha demostrado una asombrosa versatilidad, logrando una amplia variedad de roles en el repertorio clásico y contemporáneo, incluidos Shakespeare, Tennessee Williams y autores rusos modernos.
En 1967, Dzhigarjanián se mudó a Moscú para hacer carrera en el Teatro Lenkom. Comenzó a actuar bajo la dirección de Anatoli Efros, sin embargo, trabajaron juntos durante un breve período. Dzhigarjanián interpretó a Molière en La cábala de hipócritas de Mijaíl Bulgákov. Después de la partida de Efros, Dzhigarjanián recibió más papeles, pero no deseaba seguir actuando en un teatro sin el director por el que vino en primer lugar. 
En 1969, Dzhigarjanián se unió al Teatro Mayakovski de Moscú por recomendación de Andréi Goncharov. Allí trabajó hasta 1996 y durante casi 30 años fue "su actor principal". Apareció por primera vez en el papel de Levinson en The Rout de Aleksandr Fadéyev. Sus papeles posteriores incluyen a Stanley Kowalski en Un tranvía llamado Deseo de Tennessee Williams. Dado que la mayoría de sus papeles eran protagonistas, pasó a interpretar varios papeles antagónicos. 
La interpretación de Dzhigarjanián de Sócrates en Conversaciones con Sócrates de Edvard Radzinsky en 1975 fue aclamada por la crítica y lo convirtió en uno de los "actores más interesantes y fuertes de la escena contemporánea". Durante las décadas de 1970 y 1980, Dzhigarjanián apareció con menos frecuencia en el escenario y con más frecuencia en películas y se hizo conocido por el público soviético en general. Incluso con una disminución en el número de apariciones en el escenario, todos los roles de Dzhigarjanián se convirtieron en objeto de discusión. Los mejores papeles de este período incluyen a Big Daddy en Cat on a Hot Tin Roof de Tennessee Williams, Lord Bothwell en Vivat! De Robert Bolt ! Vivat Regina!, Nero en el teatro de Edvard Radzinsky en la época de Nero y Séneca y otros. 

#### Director

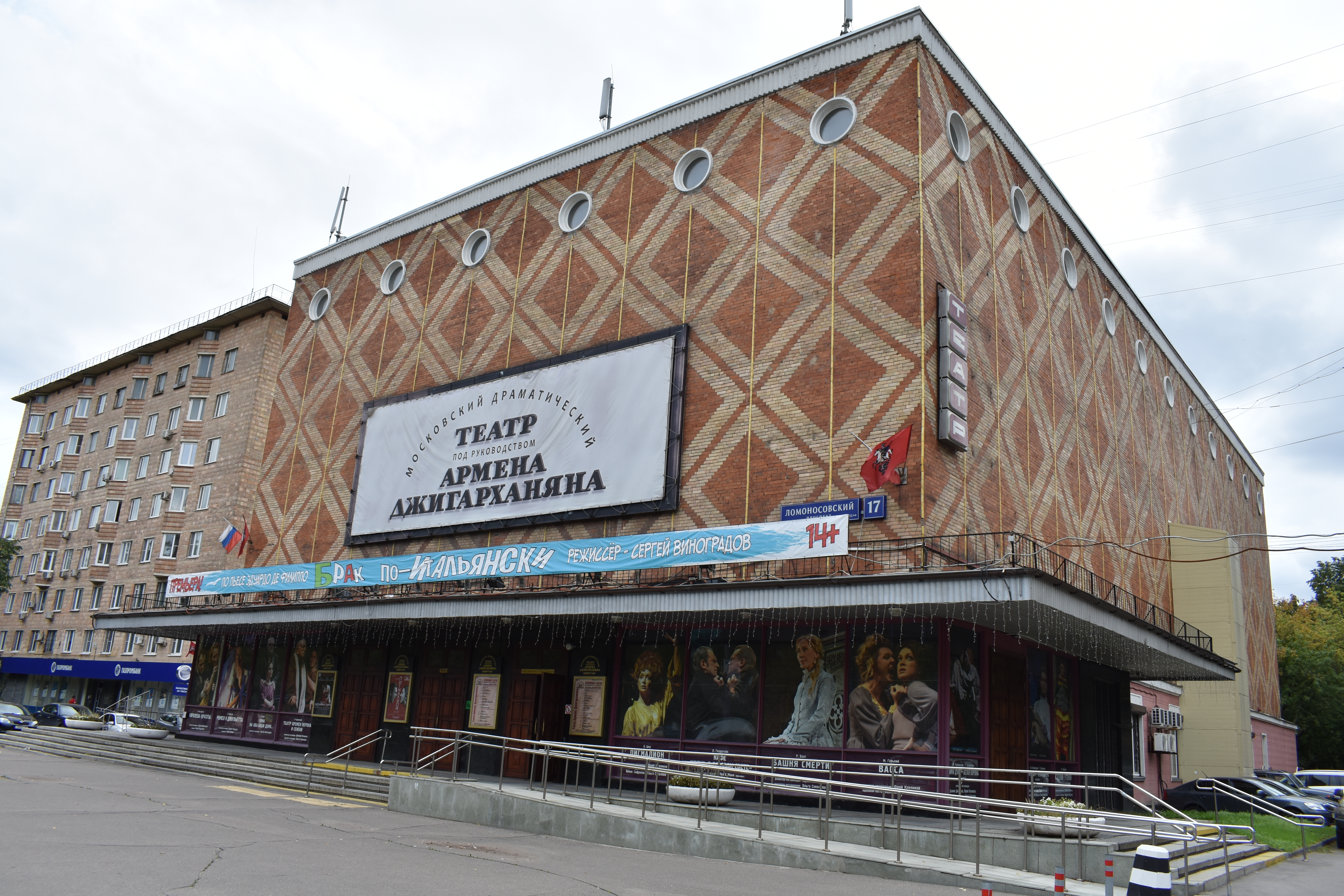
El teatro Dzhigarjanián en Moscú

Entre 1989 y 1997, Dzhigarjanián enseñó en el Instituto de Cinematografía Gerásimov (VGIK), la escuela de cine estatal de Rusia. 
A mediados de la década de 1990, Dzhigarjanián decidió crear un teatro que reuniría a sus estudiantes en VGIK. En marzo de 1996, Dzhigarjanián fundó su propio teatro llamado "D"  y actualmente se llama "Teatro Dramático de Moscú dirigido por Armén Dzhigarjanián" (Московский драматический театр под руководством Аруководством Ахармана Джимарана). Su teatro ha presentado una serie de obras famosas, entre ellas Krapp's Last Tape de Samuel Beckett y The Homecoming de Harold Pinter. 
Dzhigarjanián también ha dirigido compañías mixtas y ha interpretado el papel de General en El jugador de Fiódor Dostoyevski y el personaje principal de Filumena Marturano de Eduardo De Filippo en el Teatro Lenkom. 

### Cine
Dzhigarjanián hizo su debut cinematográfico en 1960 en la película Landslide (Obval) como Akop. Él "impresionó a los espectadores con su interpretación inspirada de físico" en Hello, That's Me! de Frunze Dovlatián. (Barev Yes Em, 1966) como Artem Manvelián. "Le dio renombre nacional e inició una carrera cinematográfica extremadamente prolífica". Usta Mukuch, el papel de un viejo herrero que creó en Triangle (Yerankiuni, 1967) dirigido por el famoso director armenio Henrik Malián, allanó el camino para decenas de películas en las últimas décadas. 
Más tarde apareció en varias películas icónicas, incluso como el capitán Ovechkin en Las nuevas aventuras de los vengadores esquivos (1968) de Edmond Keosayán y La corona del imperio ruso, o Una vez más los vengadores esquivos (1971). La comedia de 1973 The Men, dirigida por Edmond Keosayán, se convirtió en una de las películas armenias más emblemáticas del último período soviético y, en la actualidad, una estatua de sus personajes principales se encuentra en el centro de Ereván. "A principios de la década de 1970, Dzhigarjanián se había convertido en uno de los actores de cine soviéticos más populares que apareció en más de 200 papeles, cubriendo todos los géneros, desde comedia situacional hasta aventuras históricas, drama psicológico, suspenso y adaptación literaria de calidad, pasando sin esfuerzo del entretenimiento trivial al arte sofisticado". En la miniserie de televisión de cinco partes The Meeting Place Cannot Be Changed (1979), protagonizada por el favorito de todos los tiempos Vladímir Vysotski, Dzhigarjanián interpretó a un ladrón en la ley, lo que lo hizo más popular entre el público soviético en general. También apareció en un papel principal en el conjunto soviético-francés Teherán 43 (1981) junto a Claude Jade como su misteriosa joven amante y Curd Jurgens como su abogado. 

## Vida personal
Dzhigarjanián se ha casado tres veces. A principios de la década de 1960, se casó en secreto con Alla Vanovskaya, una actriz del Teatro Ruso Stanislavski de Ereván. Su hija, Yelena, nació en 1964 y murió a los 23 años en 1987 de asfixia mientras dormía, porque dejó el motor del coche en marcha. Su segunda esposa, Tatiana Vlasova, también fue actriz en el Teatro Stanislavski de Ereván. Nunca se casaron oficialmente, pero comenzaron a vivir juntos en 1967, cuando se mudaron juntos a Moscú. Tatiana ahora reside en Dallas, Texas y trabaja como profesora de ruso en una universidad. Dzhigarjanián la visitaba a menudo. Su tercera esposa es 43 años menor que él.

## Enfermedad y muerte
En los últimos años de su vida, Dzhigarjanián sufrió de mala salud. Fue hospitalizado en marzo de 2016 y enero de 2018. En abril de 2018 volvió a ser hospitalizado tras un infarto y entró en coma. Dzhigarkhanyan falleció en Moscú el 14 de noviembre de 2020. La causa de la muerte fue un paro cardíaco por insuficiencia renal y otras enfermedades crónicas. Los presidentes de Rusia Vladímir Putin y Armenia Armén Sarkissian, el primer ministro armenio Nikol Pashinián y el alcalde de Moscú Serguéi Sobianin emitieron mensajes de condolencia.

## Reconocimiento

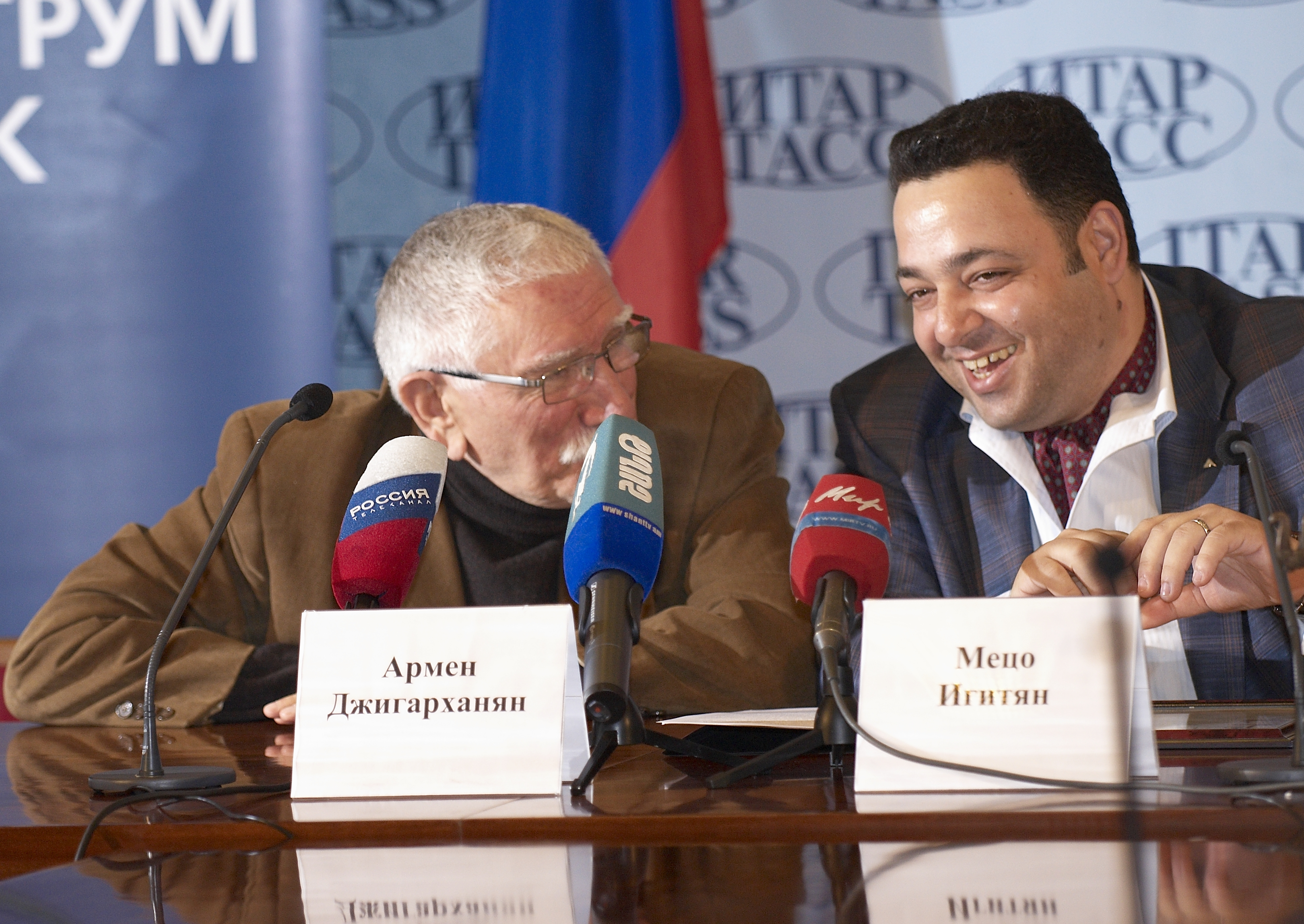
Dzhigarjanián (izquierda) en una conferencia de prensa de ITAR-TASS, 2012

Dzhigarjanián fue uno de los actores rusos más populares y renombrados de su generación, tanto en el cine como en el teatro. Novaya Gazeta, uno de los semanarios más importantes de Rusia, describió a Dzhigarjanián como una "marca distinta" en el teatro y el cine rusos y su voz como "una marca de vida separada". Según Peter Rollberg, profesor de lenguas eslavas, estudios cinematográficos en la Escuela de Asuntos Internacionales de Elliott, "los personajes de Dzhigarjanián suelen distinguirse por el estoicismo, la ironía y una tranquila fuerza interior, irradiando un encanto rudo que solo ha crecido con la edad". 
Con las muertes de Frunzik Mkrtchian (1993), Jorén Abramián (2004) y Sos Sarkisian (2013), Dzhigarjanián siguió siendo el último actor armenio importante de la era soviética.
En su felicitación de cumpleaños en 2005, el segundo presidente de Armenia, Robert Kocharián, declaró que la "gran popularidad" de Dzhigarjanián se debe "a [su] talento y trabajo dedicado". Kocharyan dijo además que "[su] arte se ha convertido en un estándar peculiar de enriquecimiento mutuo de las culturas armenia y rusa". En 2010, el actual presidente de Armenia, Serzh Sargsián, describió al artista como "una de las figuras destacadas del cine moderno" que tiene "un talento y un encanto ilimitados". Sargsián declaró que "la nación armenia está orgullosa de ti". En 2010, el presidente ruso Dmitri Medvédev otorgó a Dzhigarjanián la Orden al Mérito a la Patria y declaró:
"Durante décadas, le ha dado a la audiencia su talento y la audiencia agradecida le responde con amor sincero. Ha desempeñado una serie de papeles memorables, cada uno de los cuales es un ejemplo de dominio de la profesión. Hoy, energía creativa inagotable, la capacidad de integrar personas talentosas para ayudarlo en su trabajo con la compañía de uno de los teatros más populares de Moscú en la educación de la generación más joven de actores domésticos".
En 2012, el alcalde de Moscú, Serguéi Sobianin, felicitó a Dzhigarjanián por su cumpleaños y lo describió como "un actor destacado y un director talentoso" que "durante muchos años de servicio al teatro y la pantalla hizo una gran contribución al desarrollo de la cultura rusa".

### Record
Varias fuentes afirman que Dzhigarjanián está incluido en Guinness World Records como el actor ruso con más apariciones en películas (a partir de 2013), lo que sugiere que ha actuado en más de 250 películas (300 según RIA Novosti). Sin embargo, el sitio web de Guinness World Records no proporciona dichos datos por país. En referencia a la gran cantidad de películas en las que ha aparecido, el destacado compositor armenio soviético Aram Jachaturián dijo una vez: "[Siempre que] enciendes el hierro, ¡Dzhigarjanián está allí!" El actor Valentin Gaft ha escrito un epigrama en una referencia humorística a su gran número de apariciones: "Hay menos armenios en el mundo, / que películas en las que ha aparecido Dzhigarjanián" (Гораздо меньше на земле армян, / Чем фильел ы Джигарханян).

### Premios y reconocimientos
Unión Soviética
- Artista del pueblo de la URSS (1985)[31]

Rusia
- Artista popular de la RSFS de Rusia (1973)[31]
- Orden al Mérito de la Patria, clase III (1995)[32]
- Orden al Mérito de la Patria, clase IV (2005)[33]
- Orden de Alexander Nevsky (2006)[34]
- "Crystal Turandot" (Хрустальная Турандот), Premio más alto de teatro de Moscú (2010)[35]
- Orden al Mérito de la Patria, clase II (2010)[36]

Armenia
- Artista del pueblo de la República Socialista Soviética de Armenia (1977)[31]
- Medalla Mesrop Mashtots (1996)
- Ciudadano honorario de Ereván (2001)[37]
- Orden de Honor de Armenia (2010)[38] ....

## Filmografía seleccionada
| Año                           | Película | Papel                      | Nota |
| ----------------------------- | --- | -------------------------- | ---- |
| 1966                          | ¡Hola, soy yo! (Здравствуй, это я! ) | Artyom Manvelyan           |      |
| 1967                          | Triángulo (Треугольник) | Usta Mukuch                |      |
| 1968                          | Las nuevas aventuras de los esquivos vengadores (Новые приключения Неуловимых)                                                                      | capitán Ovechkin           |      |
| 1970                          | La gaviota (Чайка) | Ilya Afanasievich Shamraev |      |
| 1971                          | La corona del imperio ruso, o una vez más los esquivos vengadores (Корона Российской Империи, или Снова Неуловимые)                                 | capitán Ovechkin           |      |
| 1973                          | Los hombres (Мужчины) | Ghazaryan                  |      |
| 1975                          | ¡Hola, soy tu tía! (Здравствуйте, я ваша тётя! ) | Juez Criggs                |      |
| 1977                          | Cuando llegue septiembre (Когда наступает сентябрь)                                                                                                 | Levon Pogosyan             |      |
| 1978                          | El perro en el pesebre (Собака на сене) | Tristan                    |      |
| 1979                          | El lugar de reunión no se puede cambiar (Место встречи изменить нельзя)                                                                             | Jorobado                   |      |
| 1980                          | Rafferty (Рафферти) | Tommy Farichetti           |      |
| 1981                          | Teherán 43 (Тегеран 43) | Max Richars                |      |
| mil novecientos ochenta y dos | Gikor (Гикор) | Bazaz Artem                |      |
| 1986                          | El grito del delfín | mayordomo                  |      |
| 1988                          | El decimotercer apóstol | David                      |      |
| 1989                          | Dos flechas. Detective de la Edad de Piedra (Две стрелы. Детектив каменного века)                                                                   | Jefe de la tribu           |      |
| 1990                          | Pasaporte (Паспорт) | Semyon Klein               |      |
| 1992                          | El clima es bueno en Deribasovskaya, vuelve a llover en la playa de Brighton (На Дерибасовской хорошая погода, или На Брайтон-Бич опять идут дожди) | Katz                       |      |
| 1992                          | Rey Blanco, Reina Roja (Белый король, красная королева)                                                                                             | Makeev                     |      |
| 1993                          | Sueños (Сны) | Doctor                     |      |
| 1995                          | Shirli-Myrli (Ширли-мырли) | Kozyulski                  |      |
| 2008                          | La mejor película (Самый лучший фильм) | Secretario de dios         |      |
| 2008                          | La sonrisa de Dios o la historia de Odessa (Улыбка Бога, или Чисто одесская история)                                                                | Filipp Olshansky           |      |
| 2009                          | ¡Oh hombre afortunado! (О, счастливчик! ) | Abuelo Ramiz               |      |
| 2009                          | Aldea. Siglo XXI (Гамлет. XXI век) | sepulturero                |      |

Voz
- Érase una vez un perro (Жил-был пёс, 1982) - El lobo.
- Formula of Love (Формула любви, 1984) - Count Cagliostro (interpretado por Nodar Mgaloblishvili).
- La isla del tesoro (Остров сокровищ, 1988) - John Silver.
- Cars (Тачки, 2006) - Doc Hudson (doblaje ruso).
- Up (Вверх, 2009) - Carl Fredricksen (doblaje ruso).
- ¡Alisa sabe qué hacer! (Алиса знает, что делать !, 2013-2016).[39]